# المدرسة الفرنسية بالغردقة
المدرسة الفرنسية في الغردقة (بالفرنسية: École Française d'Hurghada) هي مدرسة فرنسية تقع في الغردقة في محافظة البحر الأحمر، مصر. تأسست في عام 2004 ويسيطر عليها المركز الثقافي للسفارة الفرنسية في مصر، تُعلم الأطفال من سن 3 سنوات مع منهج اللغة الفرنسية.
تقع المدرسة الفرنسية في الغردقة بين فنادق ماريوت و لي رويس في الغردقة، وانتقل في سبتمبر 2009 إلى موقع جديد 15 كم شمال الغردقة (بين مجمعي فيروز والنور) على الطريق الصحراوي نحو الجونة، على مساحة 13000 متر2.

## وصلات خارجية
- الموقع الرسمي
- التعليم على الموقع الرسمي
- العاملين